# Castalia (Carolina do Norte)
Castalia é uma cidade  localizada no estado norte-americano de Carolina do Norte, no Condado de Nash.

## Demografia
Segundo o censo norte-americano de 2000, a sua população era de 340 habitantes.
Em 2006 foi estimada uma população de 361, um aumento de 21 (6.2%).

## Geografia
De acordo com o United States Census Bureau tem uma área de 1,9 km², dos quais 1,9 km² cobertos por terra e 0,0 km² cobertos por água. Castalia localiza-se a aproximadamente 88 m acima do nível do mar.

## Localidades na vizinhança
O diagrama seguinte representa as localidades num raio de 16 km ao redor de Castalia.